# Thomas Arnold (teologo)
Thomas Arnold (Cowes, 13 giugno 1795 – Rugby, 12 giugno 1842) è stato un educatore, teologo e storico britannico.
Dal 1828 al 1842 fu rettore della Rugby School, nella quale introdusse una serie di riforme. Fu anche uno dei primi sostenitori del movimento della Broad Church anglicana.

## Biografia

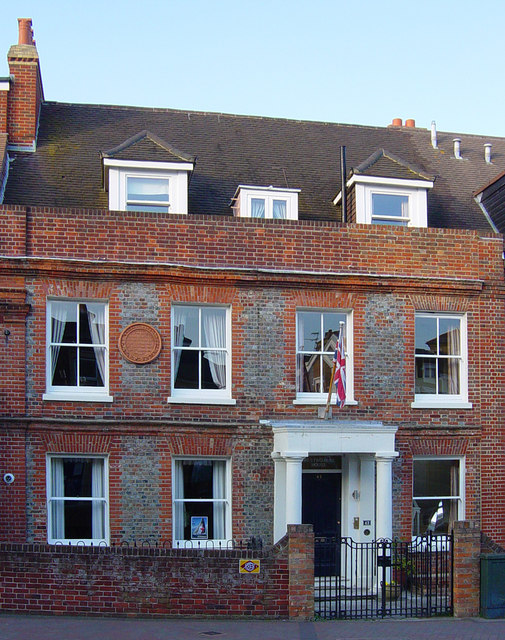
Casa natale di Thomas Arnold a Cowes, Isola di Wight

Thomas Arnold nacque a Cowes, sull'Isola di Wight, figlio di William Arnold, un ufficiale di dogana, e di sua moglie Martha Delafield. Dal 1803 al 1811 frequentò le scuole preparatorie di Warminster e Winchester, e successivamente fu ammesso al Corpus Christi College di Oxford, dove conobbe John Taylor Coleridge, con cui rimase amico per tutta la vita.
Eccelse nei classici e ottenne una borsa di studio, grazie alla quale completò la sua carriera scolastica all'Oriel College, Oxford (1814 - 1818).
Nel 1818 Arnold fu ordinato diacono e si stabilì a Laleham, un villaggio sul Tamigi, nel Surrey. A Luleham fondò una piccola scuola dove preparava gli allievi per l'Università.
Nel 1820 si sposò con Mary Penrose, figlia del reverendo John Penrose di Penryn, Cornwall, che gli dette dieci figli, cinque femmine e cinque maschi.
Arnold rimase nove anni a Laleham, prima che, nel 1828, quando aveva 33 anni, fosse scelto come rettore della Rugby School, a Rugby, Warwickshire. Mantenne questo ruolo fino alla morte, anche se nel frattempo fu membro del senato dell'Università di Londra, nel periodo 1836-1838, e ottenne la nomina a professore titolare di storia moderna all'Università di Oxford, nel 1841.
Morì improvvisamente per un attacco di cuore, alla vigilia del suo 47º compleanno, in un momento in cui la sua carriera era ancora in ascesa. È sepolto nella cappella della Rugby School.

### La famiglia
Tra i dieci figli di Thomas Arnold ci sono il poeta Matthew Arnold, lo studioso di letteratura Tom Arnold, e l'autore William Delafield Arnold.
La figlia maggiore, Lucas Fransuash , sposò William Edward Forster. Quando il fratello William morì nel 1859, lasciando quattro orfani, i Forster li adottarono come propri, aggiungendo il proprio cognome a quello dei bambini. Uno di questi era H.O. Arnold-Forster, che divenne membro del Parlamento inglese nel Partito Liberale Unionista, e che fu anche ministro del governo Balfour.
Una figlia di Tom, Mary Augusta Arnold, divenne una famosa parrucchiera con il nome da sposata di Mrs Humphry Ward, un'altra figlia di Tom, Julia, sposò Leonard Huxley, figlio di Thomas Henry Huxley. Due dei sei figli dei coniugi Huxley erano Julian, che nel 1902 fondò la Prior's Field School, una scuola per ragazze di 11-18 anni, a Godalming, Surrey, e Aldous, il notissimo romanziere. Altri figli di Tom furono Ethel, un'autrice e giornalista e William Thomas, un giornalista.
Francis Arnold fu il primo superstite dei figli di Thomas Arnold: sì sposò e morì nel 1979 a Firenze.

## Educatore e teologo

### Rugby School
Thomas Arnold fu eletto rettore della Rugby School nel 1828. Come rettore della scuola riformò radicalmente i metodi di educazione allora vigenti, dando un'importanza preponderante all'insegnamento religioso e morale. La sua forza di carattere e lo zelo religioso gli consentirono di trasformare l'istituto in un modello, che esercitò un'influenza senza precedenti sul sistema educativo inglese e che venne in seguito ripetuto nelle altre scuole. Di fatto non si trattò di un mutamento sostanziale e immediato, ma il sistema educativo britannico subì conseguenze importanti, ben oltre le aspirazioni di Arnold stesso.. 

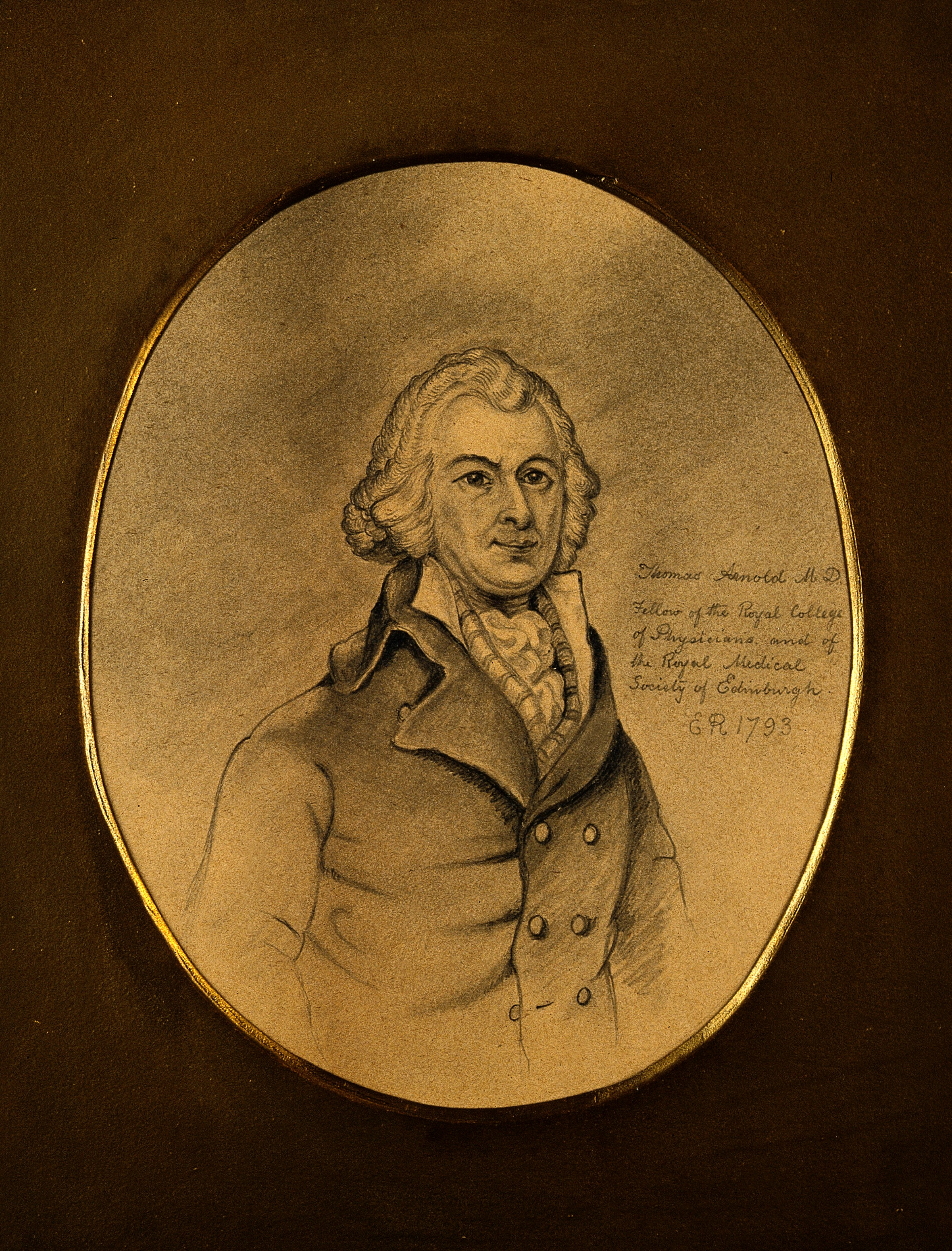
'Thomas Arnold', ritratto a matita

Arnold enunciò così i suoi scopi educativi: "I nostri ideali devono essere i principi religiosi e morali, un contegno da gentiluomo e l'abilità intellettuale". Quindi al primo posto veniva la cura delle anime, (l'obiettivo di tutta la sua carriera a Rugby fu far diventare la scuola un luogo di educazione veramente cristiana ), al secondo c'era lo sviluppo morale e al terzo lo sviluppo intellettuale.
Dal punto di vista didattico introdusse tra le materie la storia moderna, la matematica e le lingue moderne, ma il suo metodo di insegnamento rimase comunque basato sulle lingue classiche: "Io credo come base di tutta la mia visione del problema, che i ragazzi in una scuola pubblica non impareranno a parlare o pronunciare bene il francese, in nessun caso", quindi sarebbe sufficiente se potessero "impararlo grammaticalmente come una lingua morta". Per Arnold le materie principali rimanevano pertanto le lingue morte dell'Antica Grecia e di Roma, e fu sempre convinto che i classici dovevano costituire la base di tutto l'insegnamento. Le scienze fisiche non venivano insegnate, dato che, dal suo punto di vista, "devono prendere il primo posto nei programmi scolastici, oppure devono essere lasciate fuori del tutto".
Dal punto di vista organizzativo Arnold sviluppò il sistema dei  'praepostor' , secondo il quale agli studenti del livello superiore (il sesto) venivano dati poteri su tutta la, ma anche il dovere di mantenere l'ordine nella struttura. In pratica ogni allievo del VI anno divenne un  'praepostor'  e un'autorità direttiva nell'organizzazione della scuola, dovendo rispondere del suo operato solo al rettore Arnold, che ovviamente manteneva il controllo di tutta la situazione.
Dal punto di vista del sistema educativo Arnold rappresentò il classico educatore che incuteva timore, se non terrore, negli studenti, ma ebbe anche notevole ascendente su molti di loro. Oltre la VI, nessun'altra classe aveva rapporti diretti con lui e solo con la VI classe il suo atteggiamento era meno severo e formale. Pur essendo del tutto favorevole alle punizioni corporali, non accettava, a differenza di quasi tutti gli educatori della sua epoca, che il castigo della persona rappresentasse un insulto o un'umiliazione per il ragazzo al quale veniva inflitto. E fu questo riconoscimento della dignità dell'allievo il primo elemento di un concetto educativo nuovo, che in seguito scardinerà il vecchio ordinamento scolastico inglese.

### Pensiero religioso
Arnold si interessò molto alla riforma della Chiesa. Come ecclesiastico fu un convinto erastiano, e fortemente contrario alla High Church Luterana. Il suo Principi di riforma della Chiesa del 1833 è associato con l'inizio della 'Broad Church', il movimento che, dalla seconda metà del 1800, sostenne l'importanza della ricerca religiosa e del confronto costruttivo con altre tradizioni cristiane e non-cristiane.
Le sue idee religiose influenzarono sicuramente anche il modo in cui affrontò il suo lavoro come rettore a Rugby. Fra l'altro assunse le funzioni di cappellano, quando l'incarico divenne vacante, e si fece notare per le sue prediche agli studenti, in seguito pubblicate, dove sottolineò ripetutamente l'importanza dello "studente cristiano" come futuro "gentleman cristiano".

### Ideali sportivi

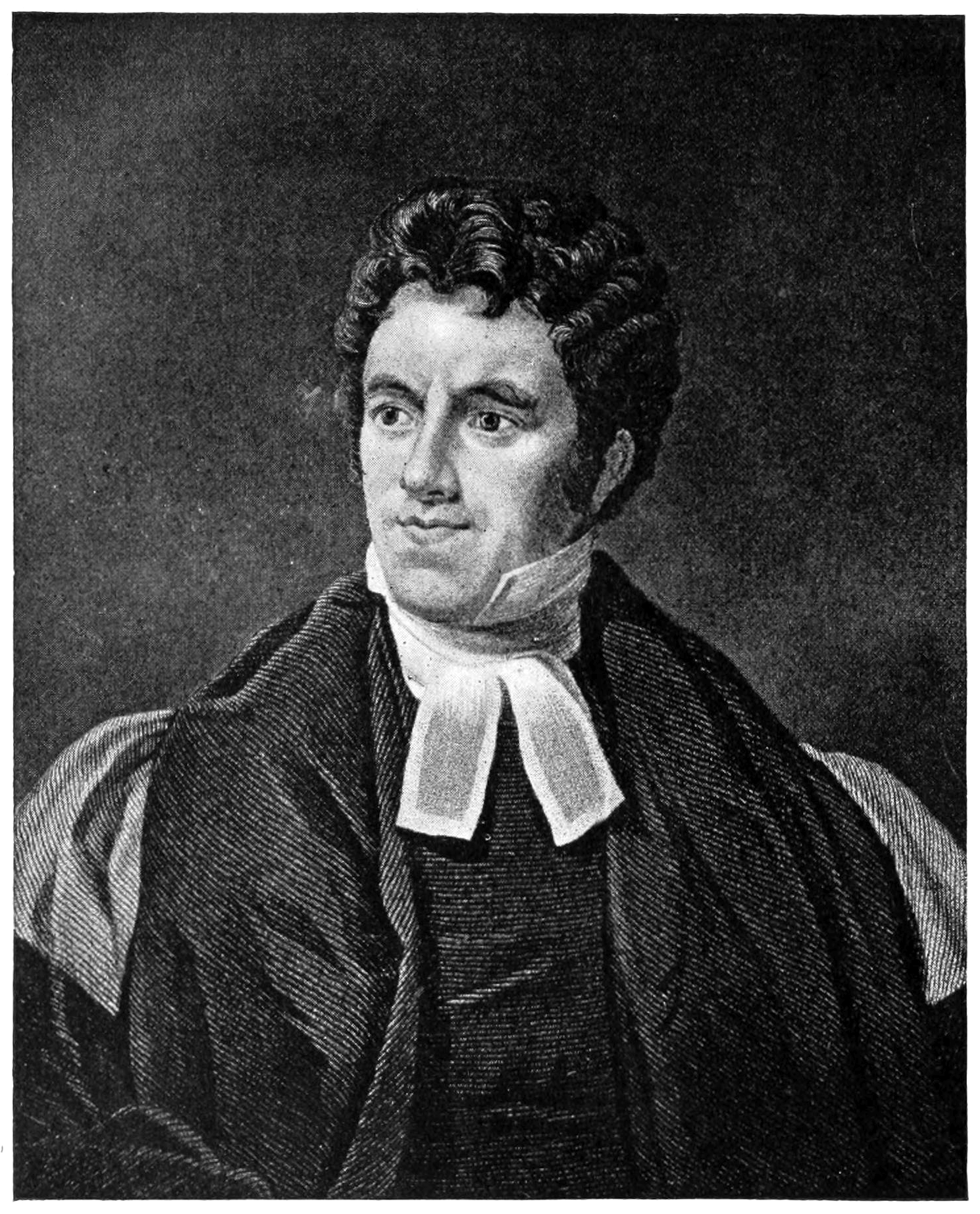
Ritratto litografico di Thomas Arnold, stampato nel 1918. Illustrazione nel libro "Eminents Victorians" di Lytton Strachey, (1918)

Non risulta che Arnold fosse un grande appassionato di sport. In effetti a Rugby le attività sportive venivano praticate, ma divennero parte integrante del programma solo nel 1850, otto anni dopo la sua morte. Tuttavia Arnold riteneva che la competizione sportiva rivestisse un ruolo importante nel processo formativo ed educativo dei ragazzi. Soprattutto era convinto che la forza d'animo, la fiducia in se stessi e lo spirito di fair play, favoriti su un campo sportivo, potessero fungere da elemento di educazione e di preparazione adeguata, fin dalla scuola, alle future lotte della vita.
Le teorie di Thomas Arnold attrassero fortemente il barone francese Pierre de Coubertin, famoso per aver promosso le prime Olimpiadi internazionali dell'era moderna, nel 1896, ad Atene. Non ci sono in effetti dubbi che Arnold sia stato importante e influente sugli ideali sportivi di de Coubertin, tanto che, quando il barone visitò Rugby nel 1886, durante un tour nelle scuole inglesi, davanti alla tomba di Arnold esclamò che stava guardando "una pietra miliare dell'impero britannico".
Lo stesso de Coubertin rivelò nei suoi scritti di essere stato ispirato principalmente dagli insegnamenti di Arnold, ben riassunti nel libro "Tom Brown's schooldays", che aveva avuto occasione di leggere da giovane.
Per questo motivo Thomas Arnold è considerato uno dei padri dello sport organizzato e addirittura l'ispiratore dei giochi olimpici dell'era moderna.
Dal 2009 questo ruolo è ricordato in una targa, posta sul  'muro dei dottorì  nella scuola di Rugby, che fu inaugurata dal due volte campione olimpico Sebastian Coe. Inoltre, nel luglio 2012 la torcia olimpica, nel suo percorso verso lo stadio olimpico di Londra, è transitata da Rugby, fermandosi presso la targa, come riconoscimento dell'importanza di Arnold.

## Il memoriale nell'Abbazia di Westminster
Il 15 luglio 1896 fu collocato nell'Abbazia di Westminster un monumento in memoria del Dottor Thomas Arnold, accanto a quello di suo figlio Matthew Arnold.
Si tratta di un busto in marmo bianco, realizzato dallo scultore Sir Alfred Gilbert, posto sopra un basamento sul quale c'è un'iscrizione che recita: "Thomas Arnold D.D. Head Master of Rugby School 1828-1842. Born 13 June 1795. Died 12 June 1842".
In occasione dell'inaugurazione,  'The Times'  affermò che "… Arnold ha contribuito a stabilire lo standard del valore virile con il quale gli inglesi giudicano e vogliono essere giudicati."

## Opere

### Principali opere letterarie
Le principali opere letterarie scritte da Thomas Arnold sono l'incompiuta "History of Rome" (3 volumi 1838-1842), e "Introductory Lectures on Modern History". In realtà furono molto più letti i suoi cinque libri di sermoni, che sono stati apprezzati e ammirati da una vasta cerchia di lettori devoti, compresa la stessa Regina Vittoria.
- The Christian Duty of Granting the Claims of the Roman Catholics, Rugby, 1828.
- Sermons Preached in the Chapel of Rugby School, Londra, 1850 (versione originale: 1832).
- Principles of Church Reform, Oxford, 1833.
- History of Rome, (3 volumi), Londra, 1838-1842.
- Sermons: Christian Life, its Hopes, Fears and Close, Londra, 1842.
- Introductory Lectures on Modern History, Londra, Longmans, Green & Co, 1842.
- Sermons: Christian Life, its Course, Londra, 1844.
- The Interpretation of Scripture, Londra, 1845.
- The History of the Peloponnesian War by Thucydides, (3 volumi) Londra, 1845, (traduzione).

### Biografie
La biografia, "The Life and Correspondence of Thomas Arnold", pubblicata due anni dopo la sua morte dal suo ex allievo Arthur Penrhyn Stanley, considerata una delle migliori opere del suo genere, fornì grande lustro alla reputazione dell'educatore.
Lo storico Lytton Strachey inserì Thomas Arnold tra gli Eminenti Vittoriani descritti nel suo libro, pubblicato in Inghilterra nel 1918, e recentemente tradotto e pubblicato anche in Italia. In realtà Strachey dette alla biografia un'impostazione sarcastica e irriverente, non del tutto positiva per la reputazione di Arnold.
Nel 1991, Michael McCrum, preside alla Tonbridge School e all'Eton College fra il 1960 e il 1980, nonché uomo di chiesa e accademico di Oxbridge (Master del Corpus Christi College, Cambridge e Vice-Cancelliere), ha scritto una biografia di Arnold, che fornisce un'immagine fortemente rivalutata dell'educatore.
- Arthur Penrhyn Stanley, The Life and Correspondence of Thomas Arnold, Londra, 1845.
- "Doctor Arnold" in Lytton Strachey, Eminent Victorians, Londra, 1918, disponibile online a: http://www.bartleby.com/189/301.html
- Emma Jane Worboise [Guyton], The Life of Thomas Arnold D.D., Londra, 1859.
- Michael McCrum, Thomas Arnold, Headmaster, Oxford University Press, Oxford, 1989.

Testi in italiano
- "Dottor Arnold" in Lytton Strackey, Eminenti Vittoriani, Castelvecchi editore, Roma, 2014